# Agus Djaya
Agus Djaya ( Pandeglang, Java, 1913 - Jakarta, 1994) was een Indonesische kunstenaar. In 1947 was hij samen met zijn broer Otto Djaya de eerste niet-westerse kunstenaar die een solotentoonstelling had in het Stedelijk museum in Amsterdam.

## Leven

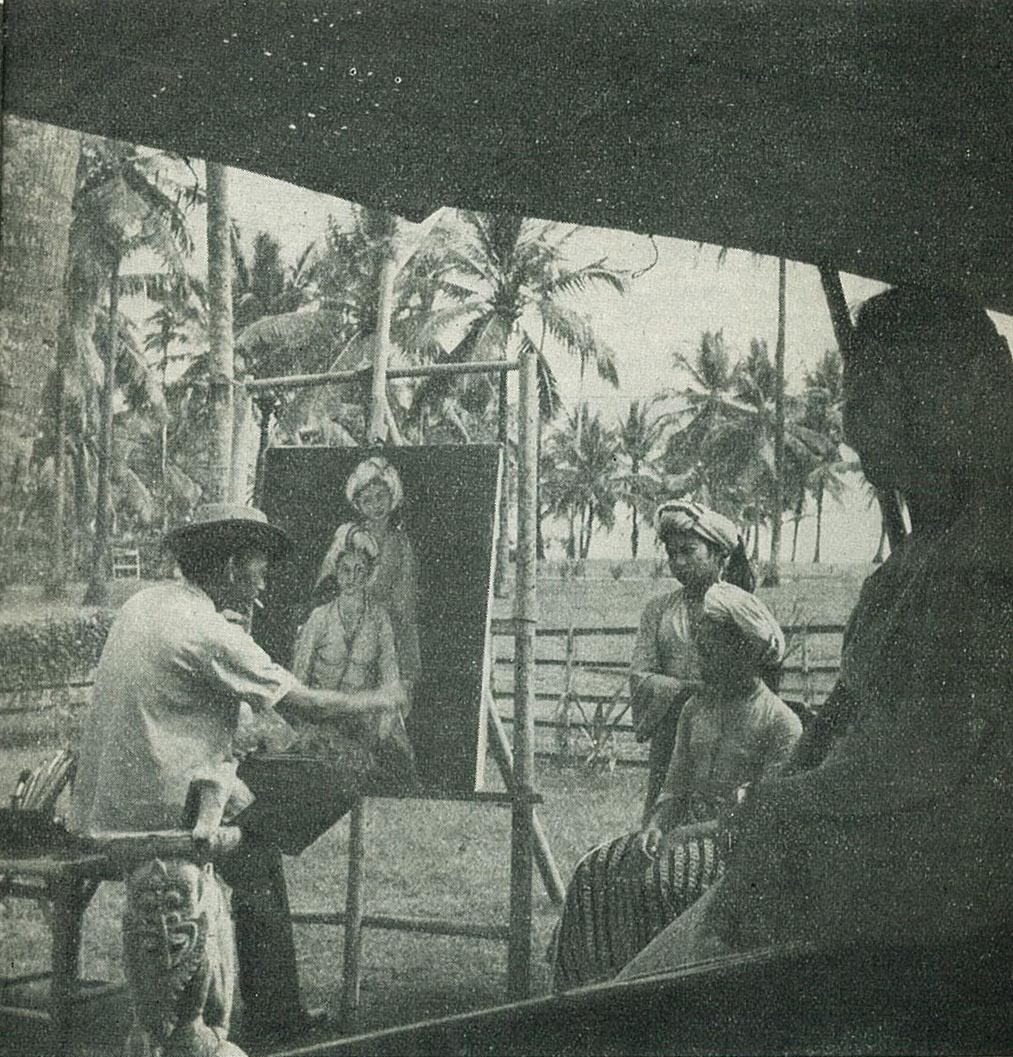
Agus Djaja schildert op Sanur Beach, Bali

Agus Djaya werd in 1913 geboren in Pandeglang op Java. Hij kreeg op het op dat moment nog door Nederland bezette Java een Nederlandse opleiding. Agus Djaya behaalde een certificaat als tekendocent, maar had geen formele kunstopleiding, hij was autodidact. In 1938 richtte Agus de kunstenaarsvereniging Persagi op, de Indonesische Tekenaarsbeweging met als doel het maken van moderne Indonesische kunst. In 1946 begon hij in opdracht van president Soekarno met het verzamelen van kunstwerken voor een nieuw Indonesisch nationaal museum. Via de Bataviasche Kunstkring wist Djaya een netwerk op te bouwen binnen Nederland en tegelijkertijd wist hij via Persagi onafhankelijk te blijven en zich af te zetten tegen de Nederlandse kolonisator.
Van 1947 tot 1950 waren Agus en Otto Djaya in Europa om te studeren aan de de Rijksakademie van beeldende kunsten in Amsterdam. In 1947, tijdens de Indonesische onafhankelijkheidsoorlog, organiseerde directeur Willem Sandberg in het Stedelijk Museum de eerste tentoonstelling van Agus en Otto Djaya in Nederland. Het was de eerste solotentoonstelling van niet-westerse hedendaagse kunstenaars in het Stedelijk museum. Veel van de 126 schilderijen en tekeningen die Agus en Otto Djaya toonden in het Stedelijk museum, hadden de broers zelf uit Jakarta meegenomen in het ruim van het stoomschip waarmee ze reisden. Op het affiche voor de tentoonstelling werden Agus en Otto Djaya nadrukkelijk Indonesische en niet Indische kunstenaars genoemd. De reacties op de tentoonstelling waren zowel koloniaal als welwillend. Het Parool schreef in een recensie dat de tentoonstelling gezien moest worden als een sympathieke geste. Vrij Nederland en De Tijd zagen de werken wel als kunst en beschreven de schildervreugde van de schilderijen.
Naast de solotentoonstelling in het Stedelijk museum organiseerden Agus en Otto Djaya een groepstentoonstelling in het Koninklijke Vereniging Indisch Instituut (Wereldmuseum Amsterdam) en presentaties van hun werk in het Haagse Gemeentemuseum (Kunstmuseum Den Haag), in Dordrecht, Galerie Barbizon in Parijs en op de grand prix de peinture de Monaco.
Agus en Otto Djaya moesten altijd laveren tussen hun belang als kunstenaars en de politieke belangen tussen Nederland en Indonesië eind jaren 1940. Agus Djaya zou, samen met de Indonesische politicus Mohamad Roem, voorbereidingen hebben getroffen voor de Nederlands-Indonesische rondetafelconferentie tussen 23 augustus en 2 november 1949, die uiteindelijk zou leiden tot de soevereiniteitsoverdracht op 27 december 1949. In 1950 reisden Agus en Otto Djaya terug naar Indonesië. in Indonesië begon Agus met steun van president Soekarno met de opbouw van een nationale kunstcollectie. Hij verhuisde naar Bali en opende een kunstgalerie. Hij stierf in 1994 in Jakarta.

## Stijl
Djaya maakte tekeningen, aquarellen en schilderijen. Agus Djaya werd beïnvloed door de eerste abstracte Europese kunstwerken die begin jaren 1930 in Indonesië werden getoond. Als tegenbeweging op clichématige weergaves van rijstvelden, berggebieden en palmbomen ontwikkelde Agus Djaya binnen Persagi een alternatieve realistische en expressionistische schilderstijl. Javaanse en Balinese traditionele cultuur was een inspiratiebron voor Agus Djaya, en hij bewonderde ook kunstenaars als Gauguin en Van Gogh. Het werk van Agus Djaya en zijn broer Otto Djaya verbond Javaanse tradities en westerse moderne kunst, met name het werk van de Europese expressionisten en Franse modernisten. Vanwege de schaarste aan heldere verfkleuren tijdens de Japanse bezetting van Indonesië overheerste in zijn werk uit Indonesië donkere kleuren. Schilderslinnen was moeilijk te krijgen, waardoor veel van zijn naar Nederland meegenomen schilderijen op hout waren gemaakt. In Nederland breidde hij zijn palet uit met heldere, vaak felle tinten.
Werk van Agus Djaya is binnen de opstelling Yesterday Today nog steeds te zien in het Stedelijk museum.